# Fulica newtonii
Fulica newtonii é uma espécie extinta de ave que era endêmica das ilhas Mascarenhas, Maurício e na ilha Reunião.